# Moga Mobo
Moga Mobo ist eine Künstlergruppe, die bereits über 100 Ausgaben der gleichnamigen Comiczeitschrift veröffentlicht hat. Mitglieder der Gruppe sind Titus Ackermann, Jonas Greulich und Thomas Gronle.
Moga Mobo hat den Ansatz, Comics einem breiten Publikum zugänglich zu machen. Das Heft ist kostenlos, und ausschließlich über Werbung finanziert. Die gesamte Auflage wird in Kneipen, Kinos und Clubs in Berlin und Stuttgart und bundesweit in ausgewählten Comicläden verteilt.

## Geschichte
Das Comicheft Moga Mobo wurde 1994 in Stuttgart gegründet und erschien anfangs (Ausgaben 1-12) mit einer monatlichen Auflage von 10 000 Exemplaren im DIN-A4-Format und ausschließlich schwarz-weißen Comicbeiträgen. Die Ausgaben 13–15 erschienen in Stuttgart und Wien, in Zusammenarbeit mit dem Wiener Magazin Mixer. Aufgrund künstlerischer Meinungsverschiedenheiten endete die Kollaboration nach drei Ausgaben.
Zu diesem Zeitpunkt waren von den ursprünglichen acht Gründungsmitgliedern nur noch Sven Abel, Jonas Greulich und Titus Ackermann übrig. Sie entschieden sich für einen Relaunch des Heftes. Mit der Nummer 16 im Herbst 1997 änderten sie Konzept und Erscheinungsweise von Moga Mobo grundlegend. Die Auflage wurde auf 20 000 erhöht und fortan erschienen die Hefte mit stets wechselndem Thema und Format. Die Unabhängigkeit von Marktzwängen erlaubte den drei Künstlern ein freies Experimentieren mit Form und Inhalt, wobei die Bandbreite von der reiner Unterhaltung bis zum politischen Heft reichte.
Hatte Moga Mobo in den Anfangsjahren noch einen stark semi-professionellen Fanzine-Charakter, mauserte sich das Heft unter dem neuen Konzept schnell zu einem künstlerisch anspruchsvollen Comicmagazin. Dies wurde 2002 mit dem Max-und-Moritz-Preis für die beste deutsche Comicpublikation (Heft 86 – Meisterwerke der Weltliteratur) belohnt.
Zwischen 1999 und 2001 siedelten die Herausgeber von Moga Mobo nach Berlin um. Seitdem erscheint das Magazin in Stuttgart und Berlin und bundesweit in ausgewählten Comic- und Buchläden.
Zwischenzeitlich war Thomas Gronle zur Gruppe gestoßen. Kurze Zeit später verließ Sven Abel das Magazin.
In den folgenden Jahren erweiterten die drei Moga-Mobo-Künstler ihre Ausdrucksformen auf Messestände, Workshops, Ausstellungskonzepte und zahlreiche andere medienübergreifende Aktionen.
So entstand 2006 in Zusammenarbeit mit der japanischen Künstlergruppe NOU NOU HAU in Tokyo die Ausstellung Kugelblitz. Sie wurde im Rahmen des „Deutschland in Japan“ Jahres vom Goethe-Institut und der Kulturstiftung des Bundes finanziert und im Anschluss im Auswärtigen Amt in Berlin gezeigt und ging danach auf Deutschlandtournee. Zusätzlich erschien ein vollfarbiger Ausstellungskatalog von über 200 Seiten.
2008 reisten die Künstler der Gruppe nach Havanna, um mit kubanischen Zeichnern eine Ausgabe zu erarbeiten. Während ihres Aufenthalts legte Fidel Castro sein Amt nieder. Die Erlebnisse der Reise in dem Inselstaat wurden als Moga Mobos aventuras en Cuba veröffentlicht.
2012 erschien die mit Artikeln angereicherte Compilation Moga Mobo – Arabische Abenteuer, Nr. 109, die die zahlreichen Reisen von Moga-Mobo-Mitglied Titus Ackermann in arabische Länder zum Thema hatte. Diese Reisen fanden unmittelbar vor dem Arabischen Frühling (ab 2010) statt und führten mehrfach zu Workshops und Ausstellungen nach Algerien, Ägypten und dem Libanon.
2012 entwickelten die Moga-Mobo-Macher, wieder vom Goethe-Institut finanziert, den Comicblog Morgenstadt. Basierend auf einem Konzept der Fraunhofer-Gesellschaft veröffentlichten 14 Zeichner aus Südkorea, Taiwan, der Volksrepublik China und Japan über zwei Jahre Geschichten zum Thema Nachhaltigkeit. Im Anschluss entwickelte die Gruppe die 3D-Installation Morgenstadt, die in Taipeh, Seoul und weiteren Ausstellungsorten gezeigt wurde. Die Beiträge wurden in einem umfangreichen gleichnamigen Buch zusammengefasst.
Im selben Jahr veranstaltete Moga Mobo zusammen mit dem Comicmagazin Epidermophytie den „Comic-Clash“. In über 20 Publikationen – zum Teil exklusiv für den Comic Clash gegründet – traten in diesem ultimativen Wettkampf der Comicmagazine über 100 Comiczeichner gegeneinander an. Höhepunkt der Aktion bildeten ein Künstlerdorf und Live-Wettkämpfe in verschiedenen Disziplinen auf dem 15. Comic-Salon Erlangen.
2014 erschien zum 20-jährigen Jubiläum von Moga Mobo die Ausgabe 111, in der die Herausgeber in drei Einzelheften ihre Versionen der Verlagsgeschichte als Comicstories verarbeiteten.
Titus Ackermann, Jonas Greulich und Thomas Gronle arbeiten neben ihrer Tätigkeit als Comiczeichner und Herausgeber in den Moga Mobo Studios als Freelancer in den Bereichen Illustration, Animation und Game-Design für Kunden wie die Deutsche Bahn, KIKA und den deutschen Bundestag.

## Herausgeber
- 1994–1996 Christof Ruoss
- 1996–2002 Sven Abel & Jonas Greulich
- seit 2002 Titus Ackermann, Jonas Greulich und Thomas Gronle

## Zeichner (Auswahl)
- Katz & Goldt
- Jan Feindt
- Jens Harder
- Klaus Cornfield
- Manuele Fior
- Martin Baltscheit
- Mawil
- Naomi Fearn
- Nicolas Mahler
- Peter Puck
- Fil
- Reinhard Kleist
- Tim Dinter
- Ulf K.
- Uli Oesterle